# Kloster Salvatio
Koordinaten: 31° 42′ 54″ N, 35° 2′ 55″ O
Kloster Salvatio (Schreibweise auch: lateinisch Saluatio, arabisch عَلَّارُ السفلى, DMG ʿAllār al-Suflā) war ein Zisterzienserkloster im Judäischem Bergland im heutigen Israel. Es lag wahrscheinlich in Al-Tannur in Chirbat, rund 15 km westlich Jerusalems unmittelbar westlich der Ortschaft Matta (מַטָּע), wo sich entsprechende Ruinen finden.

## Geschichte
Die Zisterze wurde 1161 als Tochterkloster der Primarabtei Morimond von Kloster Balamand aus gegründet. Es wurde nach 1174 nicht mehr erwähnt.

## Bauten und Anlage
Die ruinöse Kirche, die durch den Kunsthistoriker Denys Pringle als Klosterkirche Salvatio identifiziert wurde, liegt am östlichen Rand eines größeren Ruinenkomplexes und ist rund 22 mal 13,5 m groß und stellt das besterhaltene Gebäude dort dar. Wahrscheinlich besaß die Kirche im Inneren der Ostwand eine halbkreisförmige Apsis, deren Fenster in der außen gerade geschlossenen Wand erhalten ist. Die Nordwand steht noch in einiger Höhe. Im Inneren haben sich Konsolen und Gewölbeansätze erhalten, so dass eine Einwölbung des Gotteshauses nachweisbar ist.